# Sefanja (profeet)

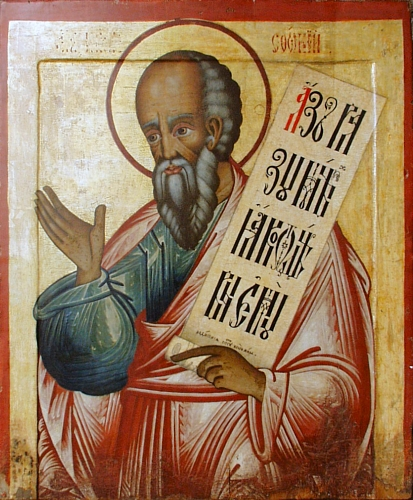
Russisch-orthodox icoon van Sefanja

Sefanja of Zefanja (Hebreeuws: צְפַנְיָה, Ṣəp̄anyā: "De Heer beschermt", of: "bewaard heeft JHWH") is een profeet uit de Hebreeuwse Bijbel. De profetieën uit het gelijknamige Bijbelboek Sefanja worden aan hem toegeschreven.
Volgens de introductie van het boek Sefanja (1:1) trad de profeet Sefanja op in Juda ten tijde van koning Josia. Josia regeerde over het koninkrijk Juda van 640 v.Chr. tot 609 v.Chr. Omdat uit de tekst valt af te leiden dat de profetieën werden uitgesproken toen Josia nog jong was, en de feitelijke regering van het land in handen lag van anderen, kan de periode dat Sefanja de aan hem toegeschreven profetieën uitsprak geplaatst  worden tussen ongeveer 640 en 620 v.Chr.
Sefanja is de enige van de kleine profeten van wie een geslachtslijst gegeven wordt. Hij is de zoon van Kusi (of Kuschi) en omdat "Kusi" Moor of Ethiopiër betekent is het mogelijk dat dit geen eigennaam was, maar enkel een aanduiding, en dat de bedoeling van de geslachtslijst is om aan te tonen dat hij (toch) van zuiver Joodse afkomst was.
Aan Sefanja wordt ook de apocriefe Apocalyps van Sefanja toegeschreven; deze wordt gedateerd tussen 100 v.Chr. en 70 n.Chr.